# Gabriela Adameșteanu
Gabriela Adameșteanu (n. 2 aprilie 1942, Târgu Ocna, județul Bacău) este o scriitoare, jurnalistă și traducătoare română. A fost redactor-șef al revistei de analiză politică și culturală 22,  ( sept.1991-mai 2005) editată de Grupul pentru Dialog Social (din care a făcut parte în perioada 1990-2013) și al suplimentului Bucureștiul cultural (până în 2013).Vicepreședintă (2000-2004)și Președintă (2004-2006) a Centrului Pen Român.Membră a juriului Uniunii Latine(2007-2010)Președintă de onoare a Premiului Goncourt Român (2013 și 2023)

## Biografie
Gabriela Adameșteanu provine dintr-o familie de intelectuali. Este fiica Elenei Adameșteanu (născută Predescu), profesoară de lucru manual, apoi educatoare, originară din București, și a lui Mircea Adameșteanu, originar din Toporu, județul Giurgiu, apreciat profesor de istorie, și nepoata de frate a arheologului italian de origine română Dinu Adameșteanu, a profesorului la Facultatea de Medicină Veterinară din Cluj Ion Adameșteanu, autor de tratate fundamentale, și a chirurgului Cornel Adameșteanu, mort în închisoarea de la Craiova. A urmat cursurile liceale la Pitești (1956-1960) și ale Facultății de Limbă și Literatură Română a Universității din București (1960-1965), luându-și licența cu o lucrare despre Proust. După absolvirea facultății, primește un post în redacția de dicționare enciclopedice din cadrul Editurii Politice, care din 1968 devine editură de sine stătătoare. A fost redactor la editura Enciclopedică, devenită ulterior Editura Științifică și Enciclopedică (1965-1984), unde a lucrat alături de scriitorii Nora Iuga, Ioana Ieronim, Nicolae Gheran și filozofii Peter Vaida, Radu Tomoiagă,  apoi la Editura Cartea Românească (1985-1990), sub directorul George Bălăiță, unde a fost colegă cu Magdalena Popescu-Bedrosian, Sorin Mărculescu, Vlad Mugur și Mircea Ciobanu. A evocat lumea editorială din anii 1966-1989 în Anii Romantici (2014), carte ce a obținut Premiul pentru Memorialistică al revistei Observator Cultural, ediția Xll, 2015, Premiul Șerban Cioculescu al Muzeului Național al Literaturii Române, 2015 și Premiul Special al Uniunii Scriitorilor.
S-a căsătorit cu Gheorghe Mihai Ionescu și au un fiu, Mircea Vlad Ionescu.
A debutat în revista Luceafărul (1971) și a colaborat cu fragmente de proză la România Literară, Vatra, Convorbiri Literare, Orizont și Viața Românească, primind premiul pentru proză al revistei Luceafărul în 1974.
Debutul editorial l-a avut cu Drumul egal al fiecărei zile (18 august 1975), bine primit de critica literară: „Este o carte bine scrisă, cu nerv și ironie. O analiză rece, aproape crudă, o obiectivitate aș zice medicală: romanul nu este nici sumbru, nici amar, ci exact și meticulos în observație. Stilul cărții e rapid, dens, orice elan afectiv părând a fi retezat conștient. Personajele sunt doar schițate, cu excepția Letiției, care e memorabilă: cu stângăcia ei, cu apatia ei, cu „frigiditatea” ei față de viață care o face să creadă că nu i se va întâmpla niciodată ceva deosebit.” (N. Manolescu, „Tineri romancieri, România Literară, 6 nov. 1975). Cartea a primit Premiul Uniunii Scriitorilor pentru Debut și Premiul Academiei. Reeditat des, romanul este la fel de bine primit de noile generații de critici literari („Roman despre formarea și într-o replică subtil asumată față de modelul flaubertian, despre educația sentimentală a unei femei. Un roman fără vârstă, având doar vârsta adolescenței universale” Sanda Cordoș).  
Fragmente din roman sunt traduse în limba germană de Werner Sollner și publicate în revista Neue Literatur în 1978 Ediția franceză, cu titlul schimbat, Vienne le jour, Gallimard,  2009, va fi nominalizată la Premiul Jean Monnet pentru literatură europeană și comentată în Le Monde și Le Matricule des Anges.  
Drumul egal al fiecărei zile a fost tradus în Franța (Gallimard,2009),de  Alain Paruit ,în Germania (Schoffling,2013),de Georg Aescht),în Spania (Xorki,2017),de Joaquin Garrigos,în  Bulgaria de Rumiana Stanceva, și în Italia sub ”Verra il giorno”.    
În 1979 publică Dăruiește-ți o zi de vacanță, un volum de trei nuvele, două de largi dimensiuni, proză compozită. „Calitatea acestei literaturi, stă chiar în modestia ei, plină de ambiții; mai substanțial orgolioasă decât cei stăpâniți de vanitatea literară a întâietății, Gabriela Adameșteanu reține prin atenția privirii, prin seriozitate profesională, una care ține de firea scriitorului adevărat, capabil să pună mai presus de orice, obsesia unei pagini bune, definitiv așternute, dacă este cu putință; și iată că este. La câțiva ani de la debut, și abia la a doua carte, Gabriela Adameșteanu deține, pe lângă un talent excepțional, ceva din secretul unei autentice maturități.” (Lucian Raicu, România Literară, 31 ianuarie 1980) 
Romanul Dimineață pierdută apare în aprilie 1984, deși pe pagina de gardă scrie 1983. „Neavând prilejul să citesc prozele anterioare ale autoarei, m-am aflat dintr-odată în fața unui roman de deplină maturitate, care situa pe autoare nu numai printre cei mai mari romancieri contemporani, dar și printre cei mai buni din întreaga noastră literatură.” Monica Lovinescu, cronica la Europa Liberă, sept. 1984. A luat Premiul pentru proză al Uniunii Scriitorilor. A fost pus în scenă la Teatrul Bulandra de Cătălina Buzoianu (nov. 1986), în distribuție Tamara Buciuceanu, Gina Patrichi, Victor Rebengiuc, Irina Petrescu, Rodica Tapalagă, Ion Besoiu, Răzvan Ionescu, Lucia Mara, Marcel Iureș, Valentin Uritescu, Tora Vasilescu, Mihai Constantin. Versiunea franceză, Une matinée perdue a fost nominalizată în 2006 la Premiul Uniunii Latine. În iunie 2020, Dimineață Pierdută s-a aflat pe lista celor 18 cărți recomandate de Consiliul Uniunii Europene (Readers of Europe Reading List). A fost tradus în Franța, Germania, Italia, Spania,Estonia, Israel, Ungaria, Bulgaria, Portugalia, Polonia,Turcia,Suedia  
Reeditările cărților sale după 1989 sunt întregite cu paginile eliminate de cenzură din edițiile princeps.  
Tema emigrantului, recurentă în proza Gabrielei Adameșteanu, apare pentru prima oară într-o amplă nuvelă, Întâlnirea, din volumul Vară-primăvară (1989), și este mai târziu dezvoltată în romanul cu același nume, publicat la editura Polirom în 2003. În mai 2006 s-a jucat pe scena Teatrului Odeon spectacolul-lectură Întâlnirea, cu regia Cătălinei Buzoianu și scenariu de Anca Hațiegan. Din distribuție au făcut parte Florin Zamfirescu, Rodica Mandache, Dorina Lazăr, Irina Mazanitis.    
În 2007 apare ediția a doua, a romanului, cu o postfață de Carmen Mușat intitulată  Patologia memoriei și nostalgia întoarcerii. „Autoarea a renunțat la dispunerea poematică a narațiunii în favoarea unei de factură aparent clasică, păstrând complexitatea construcției” (Sanda Cordos, ”Ulise fără Ithaca, Dilemateca, oct. 2007)   
Teatrul Național Radiofonic a prezentat în aprilie 2007 adaptarea radiofonică a romanului Întâlnirea, dramatizare Anca Hațiegan, regie Cătălina Buzoianu, din distribuție făcând parte Virgil Ogășanu, Marius Manole, Rodica Mandache, Valeria Ogășanu și Papil Panduru. Adaptarea, realizată în cadrul proiectului Dramaturgi români contemporani, coordonat de Magda Duțu, a fost nominalizată în 2008 la Premiile Uniter. În 2008, în revista Liaisons sunt publicate trei capitole din Întâlnirea/La Rencontre, traduse de Marie-France Ionesco.    
Romanele Provizorat (2010, Premiul Observator Cultural) și Fontana di Trevi (2018, Premiul Uniunii Scriitorilor, Premiul Radio România Cultural, Premiul Sofia Nădejde, Premiul PEN, Premiul Observator Cultural) alcătuiesc, împreună cu Drumul egal al fiecărei zile, o trilogie, urmărind destinul personajului Letiția Branea, de la adolescență la senectute.   
Gabriela Adameșteanu a fost vicepreședintă (2000-2004) și președintă a Centrului PEN Român (2004-2006) și președintă de onoare a primei ediții a Premiului Goncourt-România (2013). 
În urma verificărilor efectuate de CNSAS în arhive, instituția a constatat că, în ciuda faptului că Adameșteanu figura drept sursă a UM 0544 (fosta Direcție de Informații Externe), nu s-au putut găsi documente cu informații transmise, astfel că în ultima ședință din anul 2009, a instituției s-a stabilit că scriitoarei „nu i se poate atribui calitatea de lucrător/colaborator al Securității”.
Între  20 septembrie și 28 decembrie 1990, în timpul participării la International Writing Programme al Universității Iowa din SUA, a realizat o serie de interviuri cu personalități ale exilului american (Matei Călinescu, Virgil Nemoianu, Norman Manea, Ioan Petru Culianu, Vladimir Tismăneanu, Dorin Tudoran). Parte din ele vor intra în cartea Obsesia Politicii, publicată în 1995, împreună cu interviuri luate unor personalități din exilul european (Regele Mihai, Monica Lovinescu, Virgil Ierunca, Paul Goma, Mihnea Berindei, Emil Hurezeanu, Sorin Alexandrescu) și din viața politică și culturală românească a anilor '90 (Emil Constantinescu, Nicolae Manolescu, Ileana Mălăncioiu, Andrei Pleșu, Gabriel Liiceanu). Dar cea mai mare parte a interviurilor Gabrielei Adameșteanu, ca și articolele culturale și de opinie politică au rămas în arhiva revistei 22.
Conținând  dezvăluiri surprinzătoare despre revoluțiile din 1989, interviul cu Ioan Petru Culianu, istoric al religiilor și  discipol al lui Mircea Eliade, asasinat după câteva luni (21 mai 1991) la Universitatea din Chicago, unde lucra, a fost deseori retipărit în revista 22 și transmis la Radio România, în arhiva acestuia aflându-se originalul. Interviul a fost pe larg prezentat în Anii Romantici (2014). 
Gabriela Adameșteanu a făcut parte, între 1998 și 2002, din grupul internațional de jurnaliste Women's Edition, susținut de asociația americană Population Referrence Bureau. După seminarele bi-anuale care au avut loc în SUA, Costa Rica și Africa de Sud a realizat suplimentele revistei 22 pe teme privind violența în familie, sănătatea reproducerii, SIDA, femei-lider, care vor deveni curente după 2002, pregătind intrarea României în Uniunea Europeană. 
Adameșteanu a fost membră a Uniunii Scriitorilor începând cu 1980, membră (2007-2010) a juriului Uniunii Latine și membră de onoare a Asociației Panait Istrati (2015). A avut stagii în rezidențe literare în Franța (Arles, 2001, Saint-Nazaire, 2004, Neuvy, 2014), Statele Unite (Iowa, 1990, Ledig House, 2008), Germania (Literarisches Colloquium, 2006) și semnează frecvent în presa străină: Franța (Meet), Germania (Sinn und Form) și Austria (Wespennest). Este prezentă în majoritatea publicațiilor importante din România. Participă, cu ocazia lansării cărților sale traduse în diverse limbi, la festivaluri și târguri de carte din afara țării (Paris, Frankfurt, Leipzig, Torino, Göteborg).

## Opere

### Volume de nuvele
- Dăruiește-ți o zi de vacanță, Cartea Românească, 1979, Paralela 45, 2002, Polirom, 2008,Opere,2 (sub titlul Gara de Est), 2013 (sub titlul Vară-primăvară, serie de autor)
- Vară-primăvară, Cartea Românească, 1989, Paralela 45, 2002, Polirom, 2008 (Opere 2), 2013 (ediție de autor)

### Romane
- Drumul egal al fiecărei zile, Cartea Românească, 1975; Eminescu (Colecția Romanul de dragoste, 1978); Litera, 1993; Editura ICR, 2004;Polirom, 2008, 2015 (ediția de autor)
- Dimineață pierdută', Cartea Românească (1984), Albatros, 1991, Gramar (Colecția capodopere ale romanului românesc) 1997, Polirom 2003, 2008 (Opere,l), 2011 și 2019 (colecția Top 10+ ), 2012, 2014, 2018, 2019 (seria de autor)
- Întâlnirea, Polirom, 2003, 2007, 2008 (Opere,ll), 2013 (ediția de autor)
- Provizorat, Polirom, (2010), ediția a cincea în Top 10+ , Polirom, (2020)
- Fontana di Trevi, Polirom, (2018, 2019)
- Voci la distanță, Polirom, (2022)

### Nonficțiune
- Obsesia politicii, interviuri, Clavis (1995)
- Cele două Românii, publicistică, Editura Institutului European (2000)
- Anii Romantici, memorialistică, Polirom (2014)
- Crescând între doi nostalgici, Editurile Nona&Crigarux,2023

### Traduceri din franceză:
- Guy de Maupassant, roman, Pierre și Jean, împreună cu Viorica Oancea, Editura Eminescu (1978)
- Hector Bianciotti, roman,Fără îndurarea lui Christos, Cartea Românească (2001)
- Jean Yves Potel, biografie românească, Disparițiile Annei Langfuss (Hasefer, 2017)

### Volume publicate în alte limbi
Dimineață pierdută:
- Une matinée perdue, Gallimard, Colecția du Monde Entier, Franța, 2005, Folio, 2013, (trad. Alain Paruit)
- Kaotatud hommik, Eesti Raamat, Estonia, 1991 (trad. Natalia Alver și Riina Jesmin)
- Boker avud, Nimrod Books, Israel 2007 (trad. Yotam Reuveni)
- Balkani, Bulgaria, 2007 (trad. Rumiana Stanceva)
- Una Manana Perdida, Spania, Lumen Random House Mondadori, Barcelona,2009 (trad. Susana Vasquz Alvear)
- Az elveszett délelőtt, Európa Kiadó, Ungaria, 2010 (trad. Gabriella Koszta)
- Wasted Morning, Northwestern University Press,2011 (trad. Patrick Camiller)
- Kayip Sabah,Yapi Kredi Yayinlan,Turcia, 2011 (trad. Leila Unal)
- Portugalia, Dom Quijote,2012 (trad. Corneliu Popa)
- Una Matinata  Persa,Italia, Atmosphere Libri, 2012  (trad. Roberto Merlo și Cristiana Francone)
- Spania, Lumen Random House Mondadori,
- Stracony poranek, Wydawnictwo W.A.B, Polonia, 2012[11](trad. Tomasz Klimkowski
- Forlorad Morgon, Suedia, Wallstrom & Widstrand, 2016, (trad. Asa Apellkvist, Arina Stoenescu & Nils Sundberg)
- Verlorener Morgen, Die Andere Bibliothek, Germania, 2018 (trad. Eva Ruth Wemme)[12]

Întâlnirea:
- Пресрещане/Pereschannie, Panorama, Bulgaria, 2005 ( trad. Rumiana Stanceva)
- Palamart, Ungaria, 2007 (trad. Csiki Laszlo)
- Incontro, Italia, Nottetempo, Roma, 2010 (trad. Roberto Merlo)
- Begegnung, Wieser, Austria, 2018 (trad. Georg Aescht)[13]
- El Encuentro, Spania, Xorki Ediciones, (trad. Joaquin Garrigos)
- Encounter, SUA, Dalkey University Press, 2018

Dăruiește-ți o zi de vacanță:
- Anna endale uks aba paev, Estonia,Talin, Editura Loomingu Raanatukogu, 1988 (trad. Natalia Alver și Riina Jesmin)
- Подари себе день каникулы, Rusia,Moscova, Raduga, 1989 (trad. Tatiana Ivanovna)
- Gare de L' Est, Franța, Nonlieu, 2018

Vară-primăvară
Gare de L Est, Franța, Nonlieu, 2018
Drumul egal al fiecărei zile:
- Vse sășciat păt den slog den, Balkani, Bulgaria, 2007 (trad. Rumiana Stanceva)
- Vienne le jour, Gallimard, Franța, 2009 (trad. Marily le Nir)
- Verra il giorno, Cavallo di Ferro, 2012 (trad. Celestina Fanella)
- Der gleiche Weg an jedem Tag, Schoeffler, Germania, 2013 (trad. Georg Aescht)[14]
- El mismo camino de todos dos dias, Xorki Ediciones,1016 (trad. Joaquin Garrigos)
- Macedonia

Provizorat:
- Vremennoto, Bulgaria, MAGA Welding LTD,sofia, 2012
- Futó viszony, Európa Kiadó, Ungaria, 2013 (trad. Gabriella Koszta)
- Provisorium der Liebe, Germania, Aufbau, aprilie 2021 (trad. Eva Wemme)

Anii Romantici:
- Les Annees Romantiques, Franța, Nonlieu, 2019 (trad. Nicolas Cavailles)

Antologii:
- Erkundungen 11, antologie cu 33 de scriitori români, Verlag Volk und Welt, Berlin,RDG, 1987, povestirea Tante Vica/Vară-primăvară, trad. Gerhardt Csejka
- Ost/West, Frankfurt/Main, 1990, Der Literatur Bode, Pendlerstunde /Oră de navetă (trad. Gerhardt Csejka)
- Ich trage das Land. Das Frauen, Austria, Wieser Verlag, 1996, Kurzer Spitalsaufenthalt/ Scurtă internare (trad. Grete Tartler)
- The Phantom Church aand others Stories from Romania, University of Pittsburg Press, Pittsburg, 1996, A commun path/ Drum comun (trad. Georgiana Farnoagă)
- Douze ecrivains roumaines, Franța, Editura Inventaire, 2005 Le retour du fugitif, fragment din Întâlnirea, trad. Alain Paruit.
- Breves, Franța, 2012, Neliniștea (trad. Fanny Chartres)

### Volume colective
- Cartea cu bunici, coord. de Marius Chivu -  ; Ed. Humanitas, 2007;

## Distincții și premii
- Ordinul național „Steaua României” în grad de Ofițer (1 decembrie 2000) „pentru realizări artistice remarcabile și pentru promovarea culturii, de Ziua Națională a României”[15]
- Premiul Hellman-Hamett pentru curaj în jurnalism, acordat de Human Rights Watch (2002)[16]
- Ordinul Chevalier de l'Ordre des Arts et des Lettres, acordat de Ministerul Culturii din Franța (2014)[17]
- Ordinul ”Steaua României” în grad de Comandor, 2023
- Premiul pentru  Debut al Uniunii Scriitorilor,  pentru romanul Drumul egal al fiecărei zile, 1975[18]
- Premiul Academiei pentru romanul Drumul egal al fiecărei zile, 1975[18]
- Premiul pentru proză al Uniunii Scriitorilor pentru romanul Drumul egal al fiecărei zile, 1984
- Premiul Național de Proză al Ziarului de Iași pentru romanul Întâlnirea, 2003
- Premiul  de Proză al revistei Ateneu pentru romanul Întâlnirea, 2003
- Premiul Flacăra pentru Litratură, 2007
- Premiul de Excelență al Asociației de București a Uniunii Scriitorilor, 2009
- Premiul pentru Proză al revistei Observator Cultural pentru romanul Provizorat, 2011
- Premiul Special al Uniunii Scriitorilor pentru Anii Romantici, 2015
- Marele Premiu George Bacovia al revistei Ateneu, Bacău, 2015
- Premiul pentru Memorialistică al revistei Observator Cultural, ediția lX pentru Anii Romantici, martie 2015
- Premiul Șerban Cioculescu pentru Memorialistică și Istorie literară pentru Anii Romantici, decernat de Muzeul Național de Literatură Română, decembrie 2015
- Premiul Național de Proză Ștefan Bănulescu, 2015
- Premiul Gheorghe Crăciun Opera Omnia acordat de Observator Cultural  la ediția Xll, 2018
- Premiul Sofia Nădejde pentru Literatura Scrisă de Femei, pentru romanul Fontana di Trevi, prima ediție, 6 dec. 2018
- Premiul Opera Omnia al revistei Convorbiri Literare, 10 mai 2019
- Premiul Scriitorul Anului, acordat de Uniunea Scriitorilor, ediția lV, nov. 2019
- Premiul Național pentru Proză Ion Creangă, Opera Omnia, ediția V-a, 1 martie 2021
- Premiul pentru Cartea de proză a anului 2022, acordat de Uniunea Scriitorilor, iunie 2023